# Орбельяновка
Орбелья́новка — село в составе Минераловодского района (городского округа) Ставропольского края России.

## География
Село расположено на правом берегу реки Кумы, в 116 км к юго-востоку от краевого центра и северо-западу 17 км к от центра округа.

## Название
Названо по фамилии бывшего землевладельца Орбелиани:384. В источниках также встречаются варианты наименования Орбелиановка, Орбельяновская (Орбелиановская), Орбелиановское, Устряловка.

## История
Населённый пункт образован в 1866 году на землях, принадлежавших генерал-лейтенанту князю Георгию Дмитриевичу Орбелиани (в 1801 году, по указу сената, ему была отведена здесь дача в 750 десятин). Основатели — колонисты меннонитско-лютеранского вероисповедания из Бессарабии:384. В статье М. Заалова «Меннониты и их колонии на Кавказе», опубликованной в «Сборнике материалов для описания местностей и племён Кавказа» за 1897 год, отмечалось, что «полевая культура» меннонитов из Орбельяновки, не имела достаточно широкого развития из-за неблагоприятных условий, но в то же время качество почвы вполне благоприятствовало занятию садоводством и виноградарством (по некоторым сведениям, до заселения сюда колонистов на даче Орбелиани было разбиты 6 виноградных садов и тутовый сад, «дававший полтора-два пуда шёлка»).
В 1910 году колония Орбельяновская (Устряловка) стала «селом, при котором были поселены … колонии Княжий Дар и Святого Николая» (по другим данным, соответствующий статус ей был присвоен в 1875 году).
Орбелиановская волость/amtsbezirk Orbelianowka, Терская обл., Пятигорский (Георгиевский) окр. У р. Кума, к сев.-зап. от Пятигорска. Включала рус.-нем. села Дунаевка и Орбелиановка. Центр – с. Орбелиановка. Жит.: 1196 (1914).
До 2015 года село входило в упразднённый Прикумский сельсовет.

## Население
| 1874  | 1883  | 1889 | 1914 | 1989  | 2002  | 2010  |
| ----- | ----- | ---- | ---- | ----- | ----- | ----- |
| 76    | ↗234  | ↗369 | ↗856 | ↗1253 | ↗1490 | ↗1615 |
| 2014  | 2021  |      |      |       |       |       |
| ↘1500 | ↘1436 |      |      |       |       |       |

По данным переписи 2002 года, в национальной структуре населения русские составляли 68 %, армяне — 26 %.

## Инфраструктура
- Детский сад № 24 «Колокольчик».
- Фельдшерско-акушерский пункт. Открыт 5 мая 2023 года[15].
- Общественное открытое кладбище площадью 30 000 м²[16].

## Памятники
- Братская могила мирных жителей, расстрелянных фашистами. 1942, 1957 года[17].